# Amtsgericht Münsingen

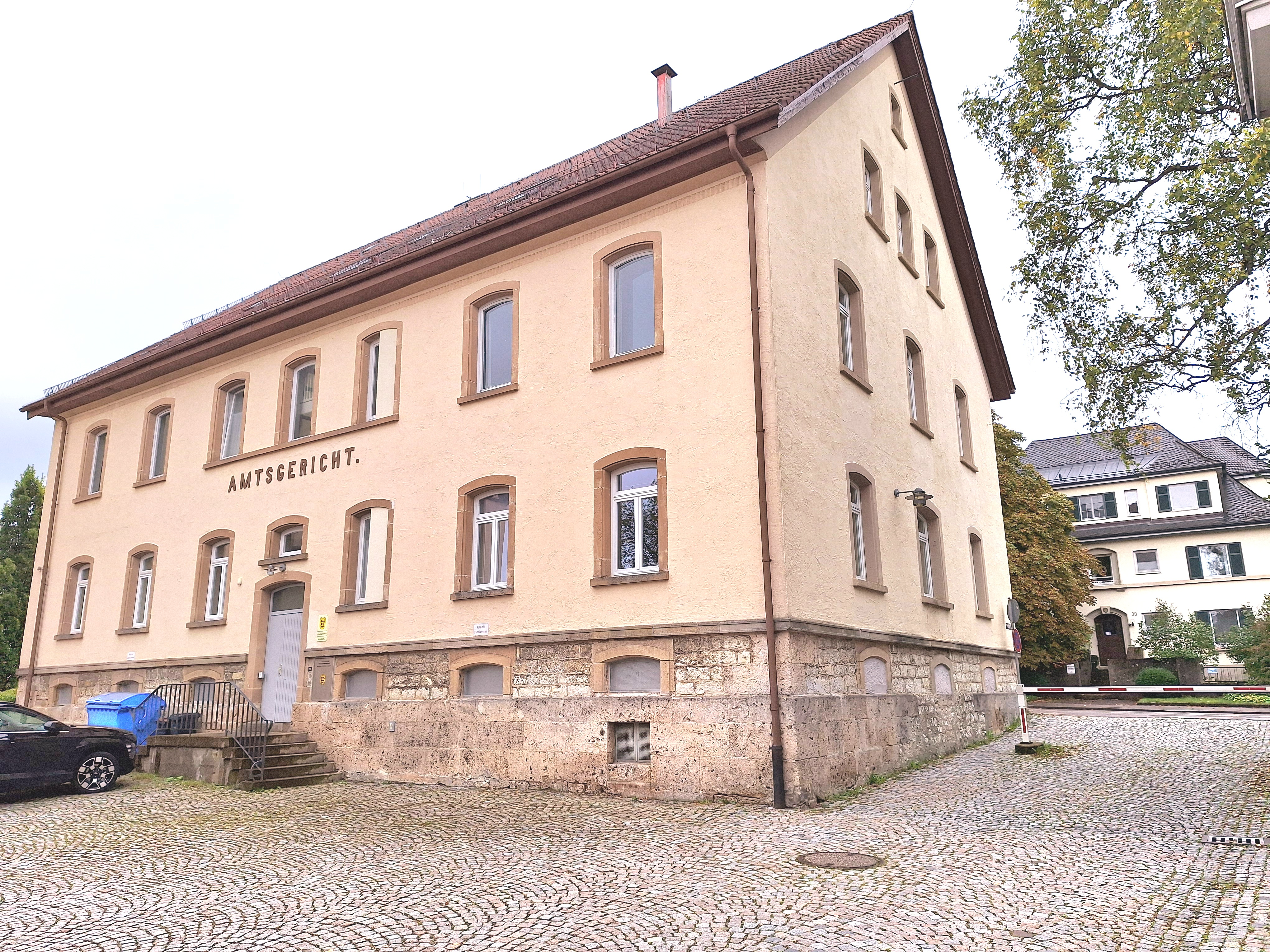
Amtsgericht Münsingen

Das Amtsgericht Münsingen ist ein Gericht der ordentlichen Gerichtsbarkeit und gehört zu den sieben Amtsgerichten im Bezirk des Landgerichts Tübingen im südwestdeutschen Bundesland Baden-Württemberg.

## Gerichtsbezirk und -sitz
Sachlich zuständig ist das Amtsgericht für alle erstinstanzlichen Zivil- und Strafsachen.
Der Gerichtsbezirk des Amtsgerichts Münsingen umfasst neben Münsingen selbst die Städte und Gemeinden Engstingen, Gomadingen, Hayingen, Hohenstein, Mehrstetten, Pfronstetten, Trochtelfingen und Zwiefalten.
In Insolvenzsachen ist das Amtsgericht Tübingen zuständig. Zwangsversteigerungssachen werden beim Amtsgericht Reutlingen durchgeführt, ebenso Familiensachen. Das Handels-, das Genossenschafts- und das Partnerschaftsregister werden beim Amtsgericht Stuttgart geführt.
Das Landgericht Tübingen ist dem Amtsgericht Münsingen übergeordnet. Zuständiges Oberlandesgericht ist das Oberlandesgericht Stuttgart. Zuständige Staatsanwaltschaft ist die Staatsanwaltschaft Tübingen.

## Gebäude
Das Gericht befindet sich im Schloßhof 3 in 72525 Münsingen.

## Öffentliche Resonanz
Das Münsinger Amtsgericht geriet zwischen 1983 und 1985 in die Schlagzeilen auch überregionaler Medien, als infolge einer 1982 durchgeführten einwöchigen Sitzblockade des Atomwaffenlagers Golf nahe der Eberhard-Finckh-Kaserne bei Großengstingen durch Aktivisten der Friedensbewegung eine Prozesswelle mit etwa 300 Nötigungsverfahren verhandelt wurde. Unter ihnen war auch der in Hundersingen (heute Stadtteil Münsingens) geborene und 1997 als vor Ort als Bürgermeisterkandidat antretende Liedermacher Thomas Felder. Die Blockadeteilnehmer hatten gegen die ergangenen Strafbefehle Einspruch eingelegt, was die sich hinziehenden Gerichtsverhandlungen in Münsingen unter Vorsitz des seinerzeit amtierenden Richters Thomas Rainer zur Folge hatte.
Die Blockierer wurden wegen Nötigung gemäß § 240 StGB zur Zahlung einer Geldstrafe zwischen 20 und 40 Tagessätzen verurteilt. Nach dem Durchlaufen von mehreren gerichtlichen Instanzen bis hin zum Bundesgerichtshof wurde schließlich aufgrund verschiedener Verfassungsbeschwerden die Gesetzesauslegung 1995 – etwa 14 Jahre nach Beginn der Sitzblockaden bei der Eberhard-Finckh-Kaserne – durch das Bundesverfassungsgericht (BVerfG) modifiziert.„Die Auslegung des Gewaltbegriffs in § 240 Abs. 1 StGB durch die Strafgerichte [verstößt] gegen Art. 103 Abs. 2 GG.“ So die Verfassungsrichter in ihrer Urteilsbegründung. Im konkreten Fall der Sitzblockaden sei damit die Strafbarkeit der Handlung vor dem Hintergrund des Bestimmtheitsgrundsatzes des Art. 103 Abs. 2 GG nicht gegeben, da eine Verwerflichkeit der Mittel in Verbindung mit der Verhältnismäßigkeit der Strafe unbestimmt, damit fragwürdig, und die Überdehnung des Gewaltbegriffs in § 240 StGB, bezogen auf die in Engstingen angewandte Form der Sitzblockaden letztlich verfassungswidrig sei.
Der Bundesgerichtshof hob die ursprünglich vom Amtsgericht Münsingen ergangenen Urteile gegen die Blockierer des Atomwaffenlagers Golf daraufhin auf. Die bereits bezahlten Strafgelder wurden bei Beantragung eines Wiederaufnahmeverfahrens zurückerstattet.